# Мойсеївка (річка)
Мойсеївка — річка в Україні, в Семенівському районі Чернігівської області. Права притока Слоті (басейн Дніпра).

## Опис
Довжина річки приблизно 3,9 км.

## Розташування
Бере початок на південному сході від Селища. Тече переважно на південний захід і в Жаданівці впадає у річку Слот, ліву притоку Ревни.